# Nassau (canción)
«Nassau» es una canción de la cantautora colombiana Shakira. Fue lanzada el 22 de marzo de 2024, a través de Sony Music Latin, como parte de su duodécimo álbum Las mujeres ya no lloran (2024).

## Antecedentes y lanzamiento
«Nassau» se reveló por primera vez el 29 de febrero de 2024, cuando Shakira anunció los títulos de las canciones de su álbum Las mujeres ya no lloran. El 5 de marzo, Shakira publicó un avance de la canción a través de sus redes sociales con fotos de ella en una playa. Ella describió la canción como «su versión afrobeat dado a que ella estaba obsesionada con ese género». El adelanto de «Nassau» fue recibido con entusiasmo por su género y bailabilidad.

## Recepción
Cristopher Johnson de WBEC Radio lo describió como un «afrobeat que nos cansaremos de cantar» y «bailando durante la primavera en nuestras discotecas de confianza». Alina Maldonado de Los 40 retrató la canción como un «afrobeat que estaremos cantando y bailando sin parar durante la primavera». Pablo Gil de El Mundo llamó a la canción «relajante», destacando su letra sobre «amor y deseo». Los escritores de Billboard destacaron la «relajante melodía tropical» de la canción y reflexionaron sobre la posibilidad de que la canción sea una secuela del sencillo «Monotonía» de Shakira debido a que ambas canciones tienen líricas sobre su corazón encerrado. Suzy Expósito de Rolling Stone enfatizó la «sensación tropical embrujada» de la canción. Thania García de Variety describió como «el poder de estrella de Shakira brilla más» en la canción, detallando cómo ella «parece más segura que nunca». María Porcel de El País lo describió como «un canto ligero a un nuevo amor con el que perderse "en una isla sin señal"».

## Música y letra
Musicalmente, «Nassau» es una canción de afrobeat. Líricamente, «Nassau» tiene un fuerte contraste con sencillos anteriores de Shakira como «Monotonía», «Shakira: BZRP Music Sessions, Vol. 53», «Copa vacía» y «TQG» sobre su ruptura con Gerard Piqué. Las letras tratan sobre un nuevo romance de Shakira y que podría estar enamorada de alguien más.

## Audio
Un video del audio de la canción se subió a YouTube en el canal oficial de Shakira el 22 de marzo de 2024, mismo día en que en simultáneo con los demás audios de las canciones también se estrenaron con el lanzamiento de Las mujeres ya no lloran.